# Carmen Fantasy (Sarasate)
Carmen Fantasy, Op. 25 của Pablo de Sarasate là một tác phẩm thể loại huyền ảo dành cho vĩ cầm theo chủ đề từ vở opera Carmen của Georges Bizet. Có một bản biên soạn cho phần đệm piano được xuất bản vào năm 1882.
Carmen Fantasy là một trong những tác phẩm nổi tiếng nhất của Sarasate và thường được biểu diễn trong các cuộc thi vĩ cầm. Nhạc phẩm được sáng tác dành riêng cho Joseph Hellmesberger.  Do có tính kỹ thuật tinh xảo và niềm đam mê lạc quan được truyền cảm hứng từ opera, đây được coi là một trong những tác phẩm thử thách đòi hỏi kỹ thuật cao nhất đối với vĩ cầm.
Tác phẩm có sự chuyển thể từ các cảnh kịch trong vở opera như Aragonaise, Habanera, interlude, Seguidilla, và Gypsy Dance. Một buổi biểu diễn điển hình thường kéo dài khoảng 12 phút.

## Cấu trúc
Tác phẩm bao gồm năm chương.
1. Allegro moderato
2. Moderato
3. Lento assai
4. Allegro moderato
5. Moderato

## Dàn nhạc
Tác phẩm được biên soạn cho piccolo và 2 sáo, 2 oboes, 2 kèn clarinet, 2 kèn bassoon, 4 kèn, 2 kèn trumpet, 3 kèn tromone, timpani, tambourine, đàn hạc và dàn nhạc dây. Ngoài ra còn có một bản chuyển thể của Carmen Fantasy với phần đệm piano.